# Evanescence
Gli Evanescence sono un gruppo musicale gothic metal statunitense, formatosi a Little Rock nel 1995. La loro musica è caratterizzata dalla fusione di elementi alternative metal, gothic metal e nu metal, con influenze sinfoniche ed elettroniche.
Nella loro carriera hanno vinto numerosi premi, tra cui due Grammy Award, due Billboard Music Award e un World Music Award, e venduto in tutto il mondo oltre 25 milioni di album.

## Storia

### Gli esordi (1995-2002)
La band fu fondata dalla vocalist Amy Lee e dal chitarrista Ben Moody nel 1995. Secondo diverse fonti non sempre congruenti, i due si sarebbero incontrati in un campo giovani in Arkansas, dove Moody ascoltò la Lee suonare al piano e cantare I'd Do Anything for Love (But I Won't Do That) di Meat Loaf: « Pensai di essere in paradiso. [...] Quasi ne rimasi secco. In quel minuscolo campo giovani vi era una delle voci più potenti e belle che avessi mai sentito. Così la convinsi in qualche modo a non suonare più con nessun altro e diventò mia » raccontò Ben a proposito di quel fatidico incontro. Dopo aver sperimentato diversi nomi per la band, come Childish Intentions e Stricken, decisero di optare per Evanescence, che in italiano significa "evanescenza".

#### I primi lavori con laBigWig Enterprises
Per diverso tempo Amy e Ben non trovarono altri musicisti con cui suonare e, non avendo i fondi necessari per pagare un'assistenza professionale, non poterono esibirsi dal vivo. Ma ben presto una delle loro canzoni, Understanding (dal loro Evanescence EP), incominciò ad essere trasmessa alla radio facendo guadagnare alla band una certa popolarità nella zona, persino senza usufruire del beneficio di esibizioni dal vivo. Le prime pubblicazioni della band furono due EP: Evanescence nel 1998 e Sound Asleep nel 1999 (quest'ultimo è conosciuto anche con il nome di Whisper), entrambi diffusi con l'aiuto dell'etichetta discografica indipendente BigWig Enterprises.
Verso la fine del 1999 entrò a far parte della band, come membro principale, David Hodges, un caro amico di Ben Moody. Ben dichiarò: « Poco dopo trovammo il nostro pezzo mancante e la mia eterna anima gemella musicale, David Hodges. Furono anni di noi tre a mettere sottosopra i nostri mondi e la nostra band che diede vita agli Evanescence. Al nostro quinto anno, iniziammo finalmente a registrare la musica che tanto avevamo sospirato affinché uscisse dalla nostra testa ». Amy, Ben e David nel dicembre del 1999 diedero il via al processo di scrittura del primo album in studio della band, Origin. Il nuovo lavoro venne pubblicato il 4 novembre 2000 sotto l'etichetta discografica BigWig Enterprise, in un'edizione limitata di 2500 copie; mille di queste furono vendute quello stesso giorno durante il "CD Release Party". La pubblicazione fu annunciata tramite la stazione radio locale KLEC "Lick" 106.3 FM, dove il singolo principale "Whisper" riscosse un discreto successo. Diventò presto la canzone più richiesta per più di due settimane consecutive, attirando l'attenzione di etichette discografiche e stazioni radio di portata nazionale.

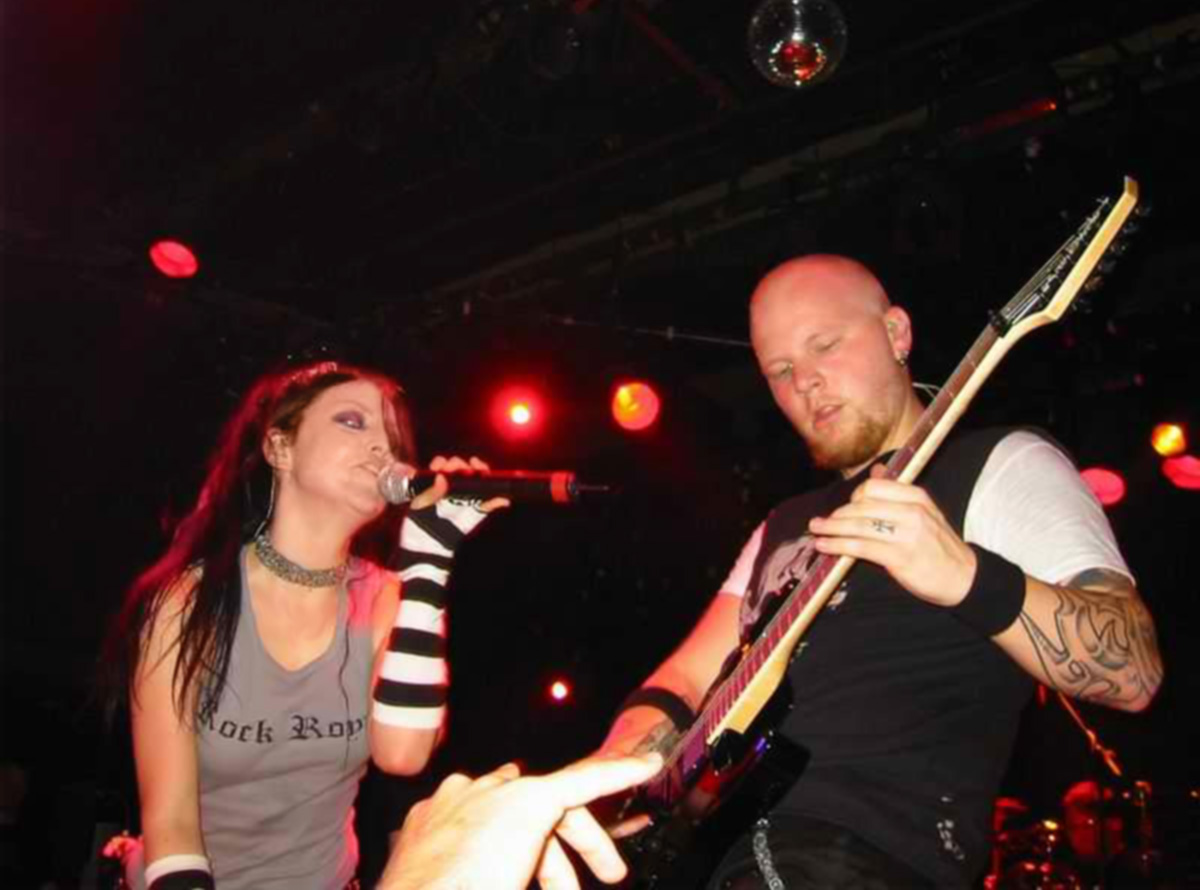
Amy Lee e Ben Moody durante un concerto nel 2003

Va comunque considerato Fallen il primo album degli Evanescence, in quanto i lavori appena menzionati hanno avuto una distribuzione limitata. Amy Lee stessa ha dichiarato che i lavori pubblicati prima di Fallen non sono dei veri album, quanto invece dei semplici demo che furono inviati a case discografiche. Durante un'intervista, Lee e Moody hanno incoraggiato i fan a scaricare le canzoni più vecchie della band gratuitamente tramite Internet.
(Amy Lee - "Intervista ad Amy Lee" Evanescenceville)

#### La scommessa del produttore Pete Matthews e il contratto con la Wind-up
In quello stesso periodo, il produttore Pete Matthews si recò agli Ardent Studios, dove gli Evanescence avevano registrato Origin. Brad Blackwood, che gestiva la parte del mixaggio presso gli studi, decise di mostrare al produttore qualche cosa a cui stava lavorando. Pete Matthews dichiarò: "entrai nella sua stanza di registrazione e ascoltai la demo di My Immortal... mi fece impazzire". Matthews contattò quindi gli Evanescence. Amy, Ben e David si misero a lavorare su nuove tracce demo, agli makeshift studios, quando ancora stavano frequentando le scuole superiori. Dopo aver investito dei mesi nel loro progetto, Matthews mise insieme un album di demo e incominciò a inviarlo alle varie case discografiche. "Avevo sostenuto 12 dei 14 incontri [in tutto lo stato], e nessuno avrebbe preso in mano il loro lavoro. O era troppo vasto, o troppo goth, o troppo dark, o necessitava di maggior produzione" dichiarò Matthews. La svolta arrivò tuttavia a New York con Diana Meltzer della Wind-up Records.
Non appena la Meltzer ascoltò My Immortal si mostrò subito interessata a firmare un contratto con la band, dicendo che "sapeva che sarebbe diventata un singolo di successo". La divisione A&R della Wind-up dichiarò su HitQuarters che anche se i ragazzi avevano già dimostrato di possedere un grande talento, erano ancora troppo giovani e che avevano ancora bisogno di maturare. Gli venne dato quindi "il tempo e l'opportunità di far nascere il sound della svolta". Una volta firmato il contratto nel gennaio del 2001, la band fu quindi trasferita a Los Angeles, le fu dato un appartamento, una sala prove e un'iscrizione in palestra. Amy ricevette lezioni di recitazione, canto e portamento. Dopo quasi due anni, il produttore Dave Fortman fu ingaggiato per produrre quello che sarebbe stato il loro primo album in studio, Fallen.

### Fallen(2003-2005)
Gli Evanescence cominciarono a lavorare sulle registrazioni del loro nuovo album Fallen già nel 2002. Durante il processo furono registrate numerose demo, alcune delle quali si rifacevano a loro precedenti composizioni risalenti ad Origin o a lavori ancor più vecchi. Inizialmente Alan Meltzer, il dirigente dell'etichetta Wind-up Records, si rifiutò di pubblicare l'album a meno che la band non avesse acconsentito ad aggiungere un secondo cantante maschile, per rendere il sound della band molto più simile a quello dei Linkin Park. Quando la band non accettò di sottostare a tale proposta, l'etichetta cedette insistendo soltanto nell'avere la voce maschile nel primo singolo designato, Bring Me to Life. Pur non essendo contenta di ciò, la band acconsentì.
Durante questo periodo la band ebbe già modo di esibirsi in diversi locali della zona anche grazie al supporto dei nuovi componenti del gruppo: prima John LeCompt, il secondo chitarrista del gruppo, e in seguito anche il batterista Rocky Gray e il bassista Will Boyd. Il 19 dicembre del 2002, la band subì un ennesimo cambiamento della formazione. Tre mesi prima della pubblicazione di Fallen, David Hodges decise di lasciare la band spontaneamente per divergenze artistiche. Tale separazione ebbe un grande impatto su Ben che vide improvvisamente troncata una relazione con quello che per lui "era come un fratello". La band continuò a suonare nei locali arrivando ad inaugurare il 2003 con un'esibizione acustica al Juanita's (conosciuta con il nome di "Fallen Party"), durante la quale venne venduto l'EP Mystary, definito da Ben un'"anteprima di Fallen".

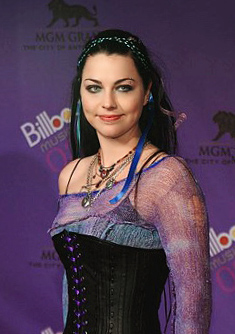
Amy Lee ai Billboard Awards

La casa discografica, motivata a far ottenere alla band un'eco mediatica più ampia possibile, decise di inserire gli Evanescence nella colonna sonora dell'imminente film Daredevil. Fece ascoltare quindi Bring Me to Life alla Fox, che decise di inserire anche My Immortal nella soundtrack del film. Questa fu l'occasione che garantì agli Evanescence una maggior visibilità e un importante trampolino di lancio. «È stata un'emozione indescrivibile sedersi al cinema». Dichiarò Amy in un'intervista di quel periodo, «È stato veramente difficile non piangere. Hanno usato una delle nostre canzoni in una scena di un funerale. Questa [My Immortal] è una delle nostre più vecchie canzoni. Fu scritta quando ancora frequentavamo le superiori, proprio i primi anni. [...] Siamo veramente lusingati di far parte di un film». Le due tracce furono pubblicate il 4 febbraio 2003 nella compilation Daredevil: The Album e Bring Me to Life fu scelta come primo singolo della colonna sonora venendo trasmessa nelle radio. Il 4 marzo 2003 viene pubblicato infine Fallen, album di debutto della band destinato a vendere oltre 17 milioni di copie in tutto il mondo e a ottenere ben sette dischi di platino solamente negli USA.
Qualche settimana dopo la sua pubblicazione, a seguito di alcune dichiarazioni di Ben rilasciate all'Entertainment Weekly, la band fu investita da numerose polemiche a causa della loro dichiarata presa di distanza dalle scene del rock cristiano. L'album presentava temi religiosi, come in Tourniquet ad esempio (una cover della band christian death metal Soul Embraced), ed in passato gli Evanescence non avevano mai nascosto una certa simpatia per il rock cristiano oltre ad aver fatto uso ed esser apparsi in diversi canali mediatici ad esso connessi. Le polemiche continuarono finché i negozi cristiani, che fino ad allora avevano promosso gli Evanescence, accantonarono Fallen: Amy Lee, insistette una volta per tutte sul fatto che gli Evanescence non avessero mai voluto diffondere alcun messaggio religioso, pur essendo lei stessa cristiana.
(Amy Lee, Rock Sound , ottobre 2003)
Il loro primo singolo estratto da Fallen, Bring Me to Life, riscosse un successo globale, arrivando al quinto posto dell'American Billboard Hot 100. Il tour della band arrivò presto ad estendersi oltreoceano raggiungendo proporzioni di livello mondiale, annoverando tappe in Europa, Asia e Oceania. Dopo la pubblicazione di altri due singoli di successo, prima Going Under e poi l'ancor più popolare My Immortal, la band ricevette diverse nomination ai Grammys, riuscendo a vincere due Grammy Awards nel 2004: Best Hard Rock Performance e  Best New Artist.

#### L'abbandono di Ben Moody
Il 22 ottobre 2003 Ben Moody lasciò gli Evanescence nel bel mezzo del tour europeo, senza spiegare il perché di questa sua scelta. Diversi mesi dopo, Amy Lee dichiarò in un'intervista: «In verità è stato un sollievo, non lo dico come qualcosa di negativo contro Ben, ma eravamo passati oltre molte cose ed eravamo arrivati ad un punto di rottura. E il fatto è che eravamo arrivati al punto in cui se non fosse cambiato qualcosa non avremmo mai potuto realizzare un secondo album.»

Da diverse dichiarazioni trapela lo stato di tensione in cui lavorava la band e, come raccontavano alcune indiscrezioni poi confermate dallo stesso Moody, uno dei motivi che scatenò questa discordia fu quello di un grave disturbo diagnosticato al chitarrista a fine 2003: il disturbo bipolare. Questo non avrebbe fatto altro che accentuare la tensione tra i due fondatori, che già da tempo non condividevano più le stesse idee sul fare musica in quanto Moody mirava, a detta di Lee, a qualcosa di più commerciale: 
Inizialmente si pensava che Wes Borland, storico chitarrista dei Limp Bizkit, fosse stato nominato come successore di Moody, ma questa voce venne in seguito smentita da Wes stesso. Alla fine fu Terry Balsamo (dei Cold) a unirsi al gruppo. Il 23 novembre 2004, la nuova formazione pubblicò Anywhere but Home, un DVD contenente un live allo Zenith di Parigi, i video musicali sino ad allora pubblicati ed oltre un'ora di dietro le quinte. Al DVD è allegato un CD con l'audio del concerto, avente come bonus l'inedito brano Missing, estratto poi come singolo promozionale.

### The Open Door(2006-2008)
Dopo due anni di completo silenzio, intervallati solo da post di Amy Lee su Evboard, tra il 25 settembre e il 3 ottobre 2006 gli Evanescence pubblicarono il loro tanto atteso secondo album, The Open Door, registrato tra settembre 2005 e marzo 2006 al Record Plant Studios di Los Angeles ed anticipato dal singolo Call Me When You're Sober. Amy Lee dichiarò di essere uscita dalla sessione di registrazione dell'album "come purificata", e che il nuovo materiale la soddisfaceva molto.
Con la dipartita di Ben Moody, che aveva composto insieme a lei il precedente album, Amy poté avere il completo controllo sul nuovo progetto. Questo ebbe una forte influenza sui testi e sulle tematiche, trattanti per lo più esperienze e fatti di vita della cantante: le relazioni amorose infelici e logoranti, gli effetti non sempre positivi della fama ottenuta grazie a Fallen, i conflitti interiori e con la società, fatti molto intimi come la morte della sorella e il suo amore verso quello che sarebbe diventato poco tempo dopo suo marito, Josh Hartzler. La notizia del fidanzamento fu data qualche mese dopo la pubblicazione dell'album, il 9 gennaio 2007, durante la diretta di uno degli episodi del Live at Much, trasmesso su MuchMusic. A detta di Amy questo nuovo progetto rappresentò una vera e propria svolta per le tematiche rispetto all'album precedente: si sarebbe continuato a trattare delle esperienze difficili della vita senza tuttavia "crogiolarsi" in esse (come accadeva in Fallen - ma anche in Origin), ma affrontandole e cercando delle possibili soluzioni. Tale cambiamento si verificò specularmente a livello compositivo, anche grazie alla sostituzione di Ben Moody con Terry Balsamo. Quest'album infatti, secondo la cantante, sarebbe nato da un processo più sperimentale e artistico del precedente, improntando il tutto sul divertimento di comporre. «Scrivere con Terry è stata un'esperienza unica nella mia vita perché non sono mai stata in grado di sedermi e scrivere musica insieme a qualcun altro senza essere preoccupata di quello che potesse dire», dichiarò Amy in un'intervista col The Sun, nella quale aggiunse che la band "aveva sfondato le porte" tentando di fare delle cose differenti. Questo diede origine poi al titolo dell'album e alla copertina dello stesso.
L'album subì un lento processo compositivo e lunghi tempi di produzione a causa di diversi fattori: come la causa intentata contro il manager, Dennis Rider, l'ictus che colpì Terry Balsamo e il volere della stessa Lee, che desiderava un processo lungo e non affrettato per massimizzare la fase creativa. Inoltre Amy Lee dichiarò, sul forum Evboard, che il nuovo album degli Evanescence si sarebbe potuto completare già nel marzo del 2006 (cinque mesi prima dell'effettiva pubblicazione) e che la pubblicazione era stata ulteriormente posticipata in quanto la "Wind-up Records [...] voleva fare alcuni cambiamenti sul singolo di apertura Call Me When You're Sober". Tuttavia, nonostante diverse lotte con la casa discografia, gli Evanescence riuscirono a pubblicare la canzone nel modo in cui avrebbero voluto:
(Amy Lee, Evboard)
Il rapporto conflittuale con la casa discografia è stato e sarà spesso una costante nel processo creativo della band, che porterà nel 2011 alla composizione di canzoni come Sick e New Way To Bleed (tracce che riassumono in esse tutta la frustrazione nata da questo complicato rapporto), fino alla vera e propria rottura del contratto discografico nel 2014.
The Open Door alla sua uscita risultò essere l'album più acquistato al mondo, registrando circa 800.000 copie vendute solo nella prima settimana ed aggiudicandosi il disco di platino negli Stati Uniti già l'8 novembre 2006. Negli Stati Uniti, nella sua prima settimana di vendite, raggiunse la prima posizione nella Billboard 200, diventando il settecentesimo album nº1 nella Billboard fin da quando fu creata nel 1956. Tuttavia l'album non ha mai riscosso lo stesso successo di Fallen, infatti oggi si registra un totale di circa 5 milioni di copie vendute nel mondo che si oppongono alle oltre 17 milioni di copie del precedente album. Nonostante questo, è da considerare uno dei lavori più noti e acquistati di quegli anni, anche grazie al discreto successo del secondo singolo Lithium. Il tour di The Open Door incominciò il 5 ottobre 2006 a Toronto e si concluse il 9 dicembre 2007. Durante il lungo tour gli Evanescence ebbero modo anche di partecipare a importanti festival come il Quilmes Rock, tenutosi nell'aprile del 2007, al quale parteciparono anche gli Aerosmith e i Velvet Revolver, oltre ad altre band locali. Parteciparono inoltre come co-headliner dei Korn al festival Family Values Tour 2007 tra luglio e settembre.

#### Riformazione della band
Il 5 ottobre 2006 iniziò il tour per promuovere il nuovo album, insieme al nuovo bassista Tim McCord, in sostituzione di Will Boyd, il quale lasciò la band nel luglio 2006 poiché sentiva l'esigenza di passare più tempo con la famiglia. Inoltre il 4 maggio 2007, durante il tour di The Open Door, Amy Lee licenziò il chitarrista John LeCompt (il quale è stato obbligato dalla Wind-up Records a non rivelare i motivi del licenziamento) e di conseguenza anche il batterista Rocky Gray abbandonò la band. I due vennero rispettivamente sostituiti da Troy McLawhorn e Will Hunt, all'epoca membri della Hard rock band Dark New Day, per portare a termine il tour in corso. Dopo l'ultima data del tour, l'8 dicembre 2007, la collaborazione dei due musicisti fu, da contratto, conclusa; con un post su MySpace.com Will Hunt confermò la sua permanenza nella sua band d'origine mentre, senza comunicati ufficiali, Troy McLawhorn si unì ai Seether.

### Evanescence(2009-2012)

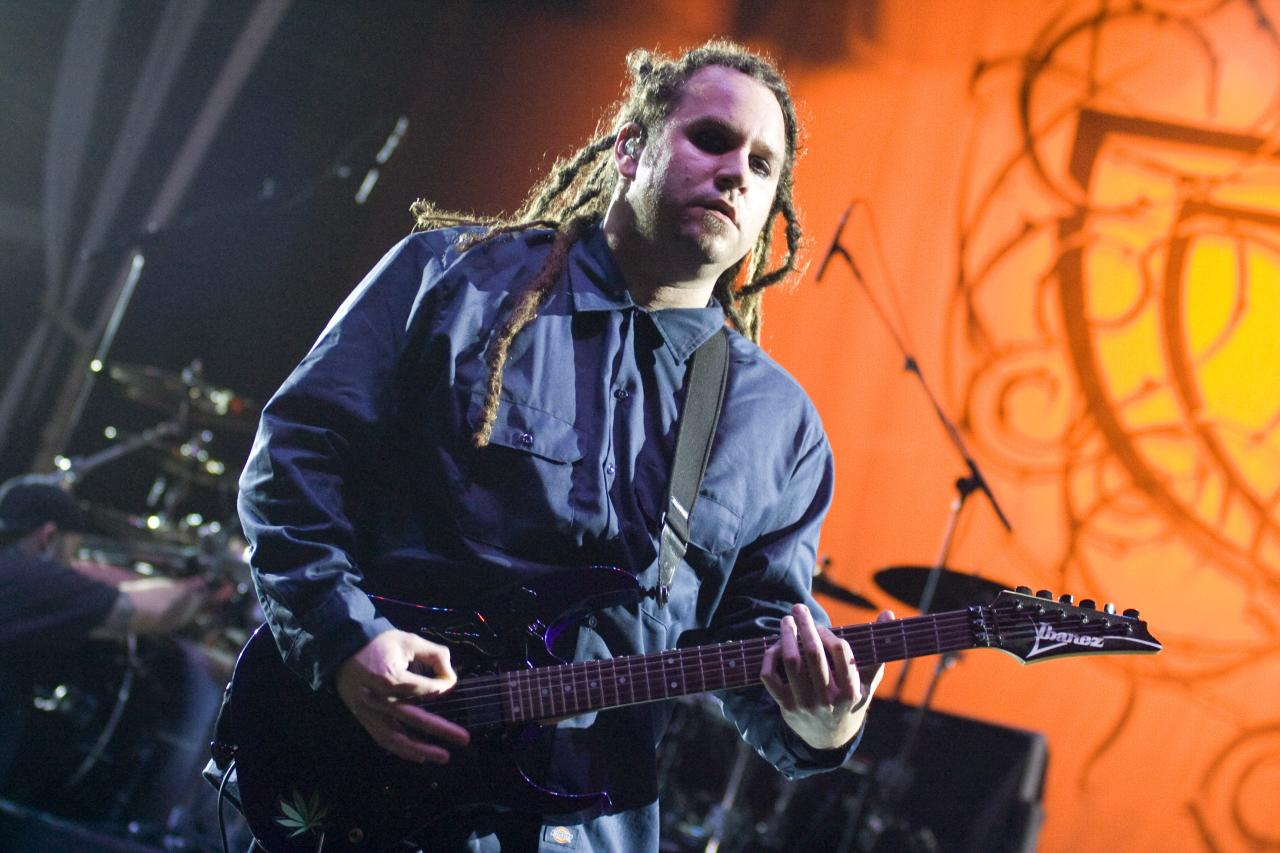
Terry Balsamo mentre si esibisce con la band al Maquinária Festival, l'8 novembre del 2009

In un intervento del giugno del 2009 sul sito ufficiale della band, Amy Lee scrisse che gli Evanescence stavano componendo materiale per il nuovo album, la cui pubblicazione era stata programmata per il 2010. Dichiarò che la musica sarebbe stata un'evoluzione del precedente sound e che sarebbe stata "migliore, più forte e molto interessante". La band suonò ad un "secret show" presso la Manhattan Center Grand Ballroom a New York il 4 novembre del 2009, insieme al gruppo di spalla Civil Twilight. I biglietti per lo show andarono esauriti in cinque minuti. Durante il concerto non vennero eseguite nuove tracce ma venne suonata una piccola introduzione che avrebbe dovuto dare un'idea, a tutti i fan, del tipo di sound che si sarebbe potuto ascoltare nel nuovo album. Questa esibizione fu solo un riscaldamento che anticipò la loro esibizione da headliner al Maquinária Festival tenutosi a San Paolo, in Brasile, l'8 novembre. A esibirsi al festival furono: Amy Lee, Terry Balsamo, Tim McCord, Will Hunt e James Black (in sostituzione di Troy McLawhorn, in quel periodo in gruppo con i Seether).
Il 22 gennaio del 2010, gli Evanescence pubblicarono il singolo benefico Together Again. Questa traccia, concepita da Amy durante il periodo di The Open Door, era stata destinata alla colonna sonora del film Le cronache di Narnia ma fu rifiutata a causa del suo sound ritenuto troppo cupo. La canzone rimase negli archivi conservata, a detta della cantante, "per un giorno di pioggia". Fu proprio in occasione degli sforzi di ricostruzione resisi necessari a causa del terremoto che investì Haiti nel 2010, che ne venne reso disponibile il download presso il sito dell'organizzazione United Nations Fondation. Attraverso le donazioni degli utenti si riuscì a racimolare più di 31000 $ solo nella prima settimana. Together Again è stata poi pubblicata come singolo commerciale il 23 febbraio 2010 negli store online, esclusivamente in formato digitale.

#### Periodo di sperimentazione elettronica
Gli Evanescence entrarono in studio il 22 febbraio del 2010 per incominciare le registrazioni del loro nuovo album, che sarebbe stato prodotto dal Steve Lillywhite. Will Hunt continuò a suonare nella band come batterista e fu ingaggiato il secondo batterista e programmatore, William Barry Hunt (meglio conosciuto come Will "Science" Hunt), per poter assistere al processo di scrittura del nuovo album. Will "Science" Hunt, esperto di programmazione e musica elettronica, sarebbe stato in grado di lavorare alla programmazione di quest'ultimo album che, a detta di Amy, sarebbe stato maggiormente improntato sulla musica elettronica, influenzata da artisti come Björk, Massive Attack e Portishead. L'album avrebbe dovuto contenere un "arcobaleno di suoni" con alcune canzoni decisamente pesanti ed altre completamente spoglie. Lo scopo della band era anche quello di "prendere suoni sintetici e atmosferici e trovare un modo di attenuare il confine tra naturale e sintetico". Tuttavia Amy dichiarò in seguito che "Steve non era la persona giusta" e venne rimpiazzato dal produttore Nick Raskulinecz. Dichiarò inoltre che "nell'insieme l'album non stava uscendo bene" e che, durante la conclusione di questo "viaggio sperimentale", avendo scritto per la maggior parte da sola, quando si "tentò di unire i due lavori" il tutto non funzionò. Tuttavia successive dichiarazioni della cantante portarono alla luce ciò che al tempo si preferiva tener nascosto, ossia che fu la stessa casa discografica a spingere la band ad abbandonare il progetto:

#### Sessioni con Nick Raskulinecz

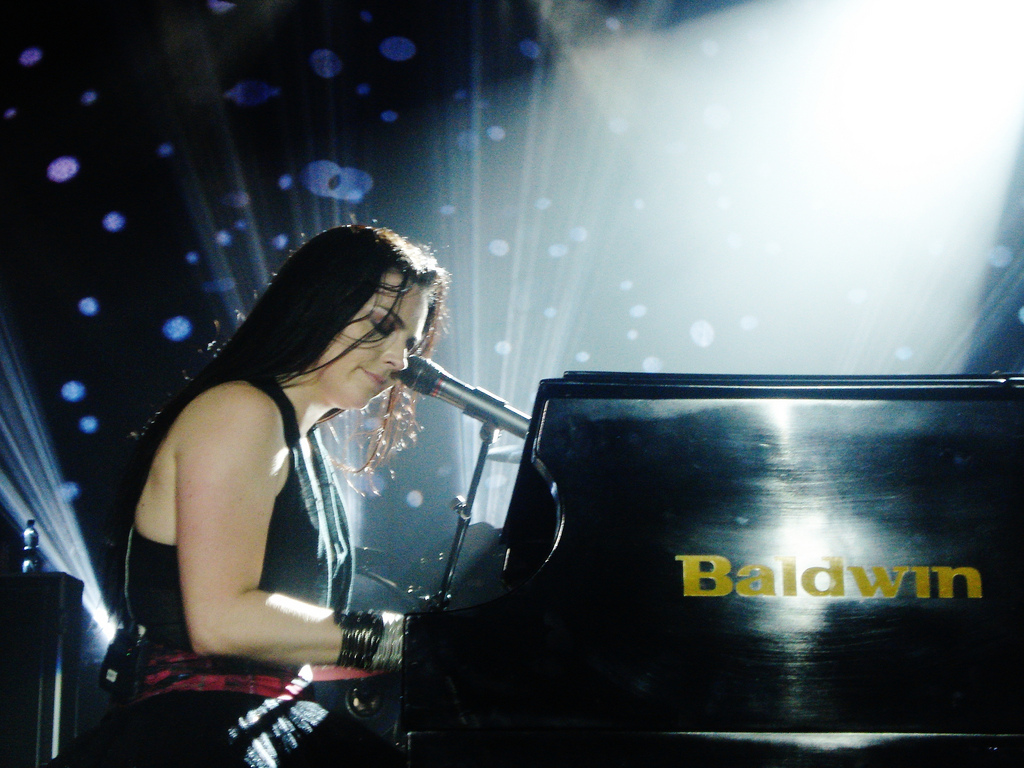
Amy Lee durante il concerto degli Evanescence a Toronto, il 25 ottobre 2011

Il progetto elettronico venne quasi del tutto accantonato e ci si orientò verso un progetto molto più improntato sul rock. La pubblicazione dell'album fu quindi rimandata e, il 21 giugno del 2010, Amy dichiarò su EvThreads.com che gli Evanescence avevano temporaneamente lasciato lo studio di registrazione per poter lavorare ulteriormente al nuovo album e "condurre le loro menti in un giusto spazio creativo". Dichiarò inoltre che la casa discografica, la Wind-up Records, stesse attraversando un "periodo incerto", che avrebbe fatto ritardare ulteriormente la pubblicazione dell'album. La band rientrò in studio nell'aprile del 2011 con il produttore Nick Raskulinecz, per continuare a lavorare sul terzo album.
Troy McLawhorn, che aveva abbandonato la band per stare in gruppo con i Seether, decise di ritornare con gli Evanescence per partecipare anche lui al processo creativo del nuovo album. Secondo quello che dichiarò la moglie di Troy, Amy Anderegg McLawhorn, sarebbe stato Lemmy Kilmister, noto cantante dei Motörhead, a consigliare al chitarrista di unirsi di nuovo agli Evanescence, band di cui non ha mai nascosto una certa ammirazione. Questa è stata una delle motivazioni che ha portato Troy a scegliere gli Evanescence come band definitiva.
La band registrò l'album ai Blackbird Studio di Nashville. Durante un'intervista con la rivista Kerrang!, Amy rivelò che il titolo del nuovo album sarebbe stato Evanescence. Questo perché durante la creazione del nuovo album, lei ed i suoi compagni, poterono esplorare ogni aspetto della band; per la prima volta, gli Evanescence non sarebbero stati rappresentati soltanto dalla loro frontwoman. Le nuove canzoni erano infatti il risultato di un lavoro di gruppo di innumerevoli ore trascorse a trovare il giusto binomio tra ritmo e melodie. E fu per questo che si decise di intitolare l'album semplicemente "Evanescence". Questo fatto si è poi ripercorso anche sulla grafica della copertina:
Tra i temi presenti in questo terzo album ci sarebbero quello dell'oceano, quello della libertà e quello dell'amore. Del periodo elettronico rimangono ancora dei resti; da un lato si hanno canzoni come Made of Stone, riadattate in chiave più rock, dall'altro abbiamo Swimming Home, "sicuramente il ritratto più fedele della fase elettronica" attraversata dalla band. La pubblicazione dell'album venne anticipata dal primo singolo What You Want, che fu pubblicato il 9 agosto 2011. Il singolo debuttò al primo posto della Official Rock & Metal Chart, facendo degli Evanescence l'artista con il maggior numero di singoli al primo posto in classifica per il 2011. Qualche mese dopo, l'11 ottobre 2011, seguì la pubblicazione dell'album Evanescence che debuttò al numero uno della Billboard 200 durante la settimana del 15 ottobre, vendendo più di 127.000 copie. Questo fece di Evanescence il secondo album della band a debuttare al numero uno di questa classifica, vendendo comunque meno del suo predecessore, The Open Door, che totalizzò più di 447.000 copie nella sua prima settimana. My Heart Is Broken e Lost in Paradise vennero pubblicate come secondo e terzo singolo, rispettivamente l'11 novembre e il 25 maggio. Gli Evanescence incominciarono il loro tour per promuovere l'album il 17 agosto 2011, al War Memorial Auditorium di Nashville (Tennessee). Il tour terminò il 9 novembre 2012 alla Wembley Arena di Londra.

### Pausa (2013 – 2015)
Dopo la fine del tour mondiale dell'album Evanescence, conclusosi alla Wembley Arena di Londra il 9 novembre 2012, Amy annunciò che tra i piani della band vi era quello di prendere una lunga pausa, dichiarando: "Alla fine di ogni lungo tour si ha bisogno di riordinare le proprie idee. Penso che alla fine della corsa prenderemo una pausa per un po' per capirci qualcosa".

#### Passaggio alla Bicycle Music Company e la causa contro la Wind-up
Nell'ottobre del 2013 la The Bicycle Music Company annunciò di aver comprato buona parte del catalogo di artisti della Wind-up Records, tra questi vi erano anche gli Evanescence. Questo contratto portò la nuova casa discografica a possedere i diritti dei vecchi lavori degli Evanescence, da Fallen (2003) a Evanescence (2011), la cui commercializzazione venne affidata alla Concord Music Group, compagnia sorella della Bicycle, responsabile del marketing dell'intero catalogo acquistato dalla Wind-up. Le due compagnie si sarebbero fuse in un unico grande gruppo qualche anno dopo.
Il 3 gennaio dell'anno successivo venne riportato da TMZ che Amy Lee aveva intentato una causa legale contro la propria casa discografia di lunga data (la Wind-up), accusandola di aver quasi mandato in rovina la band e di non aver pagato al gruppo circa 1.5 milioni di dollari di royalties. Sempre secondo la stessa fonte viene riportato che la Wind-up avesse tentato di "ordire un sabotaggio" verso gli Evanescence rimpiazzando i vecchi promoter "con un branco di idioti che ha finito col sabotare il gruppo con idee scadenti". Lo stesso produttore discografico Steve Lillywhite, entrato a far parte, nel 2010, della produzione del terzo album della band ma poi improvvisamente sostituito da Nick Raskulinecz, dichiarò di essere disposto a dare tutto il suo sostegno per la causa dalla cantante.
Fu solo il 14 marzo 2014 che Amy dichiarò qualcosa al riguardo, definendosi "finalmente un'artista libera e indipendente", senza tuttavia dilungarsi troppo sulla faccenda in quanto sotto "accordo di non divulgazione", l'unico vincolo che ancora, in qualche modo, la lega alla vecchia casa discografica. La sua indipendenza come artista era stata resa possibile anche grazie al fatto che il nuovo contratto firmato con il gruppo Bicycle/Concord non prevedeva vincoli per nuovi eventuali lavori discografici.

#### Maternità e nuovo percorso solista di Amy Lee
Dopo alcuni eventi che videro Amy propendere verso una parentesi solista, come il concerto di beneficenza per l'associazione Wellspring House tenuto insieme a Paula Cole e l'annuncio di una collaborazione con Dave Eggar per la stesura della colonna sonora del film indipendente War Story, la cantante dichiarò di essere in attesa del suo primo figlio.
Nello stesso periodo anche Tim McCord, che poco tempo prima si era fidanzato con Danielle Nicole, vide nascere la sua prima figlia Maddie McCord. Troy McLawhorn e Will Hunt si dedicarono invece ad altri progetti paralleli: tra i vari Will è stato ingaggiato anche come batterista della band di Vasco Rossi durante i suoi tour del 2014, 2015 e 2016.
Qualche giorno dopo il 24 luglio, giorno in cui Amy diede alla luce Jack Lion Hartzler, venne da lei stesso annunciato il lancio del suo primo album da solista, Aftermath, album contenente tracce tratte e ispirate dal film War Story del regista Mark Jackson. Questa decisione, presa durante la momentanea pausa degli Evanescence, viene spiegata da Amy in un'intervista con il periodico Rolling Stone:

#### L'abbandono di Terry Balsamo
Il 7 agosto 2015 venne annunciato da Lee che il chitarrista di lunga data Terry Balsamo aveva abbandonato la band. Terry non rilasciò alcuna dichiarazione al riguardo, ma Amy tenne a precisare che il rapporto si era concluso "senza rancore da entrambe le parti": 
Al suo posto venne ingaggiata la cantante e chitarrista Jen Majura (già nota come bassista della band folk metal Equilibrium). L'idea di ingaggiare una ragazza venne motivata da Amy come l'occasione di dare più spazio a quella piccola cerchia di donne emergenti nel campo del rock che tenta di farsi largo in un ambiente dominato da soli uomini. Furono Alex Skolnick (dei Testament) e Dave Eggar a portare all'attenzione della band il nome di questa chitarrista, da loro fortemente raccomandata. Tra le possibili candidate vi era anche Nita Strauss, chitarrista nella band di Alice Cooper.

### Ritorno alle scene,Lost WhisperseSynthesis(2016-2018)

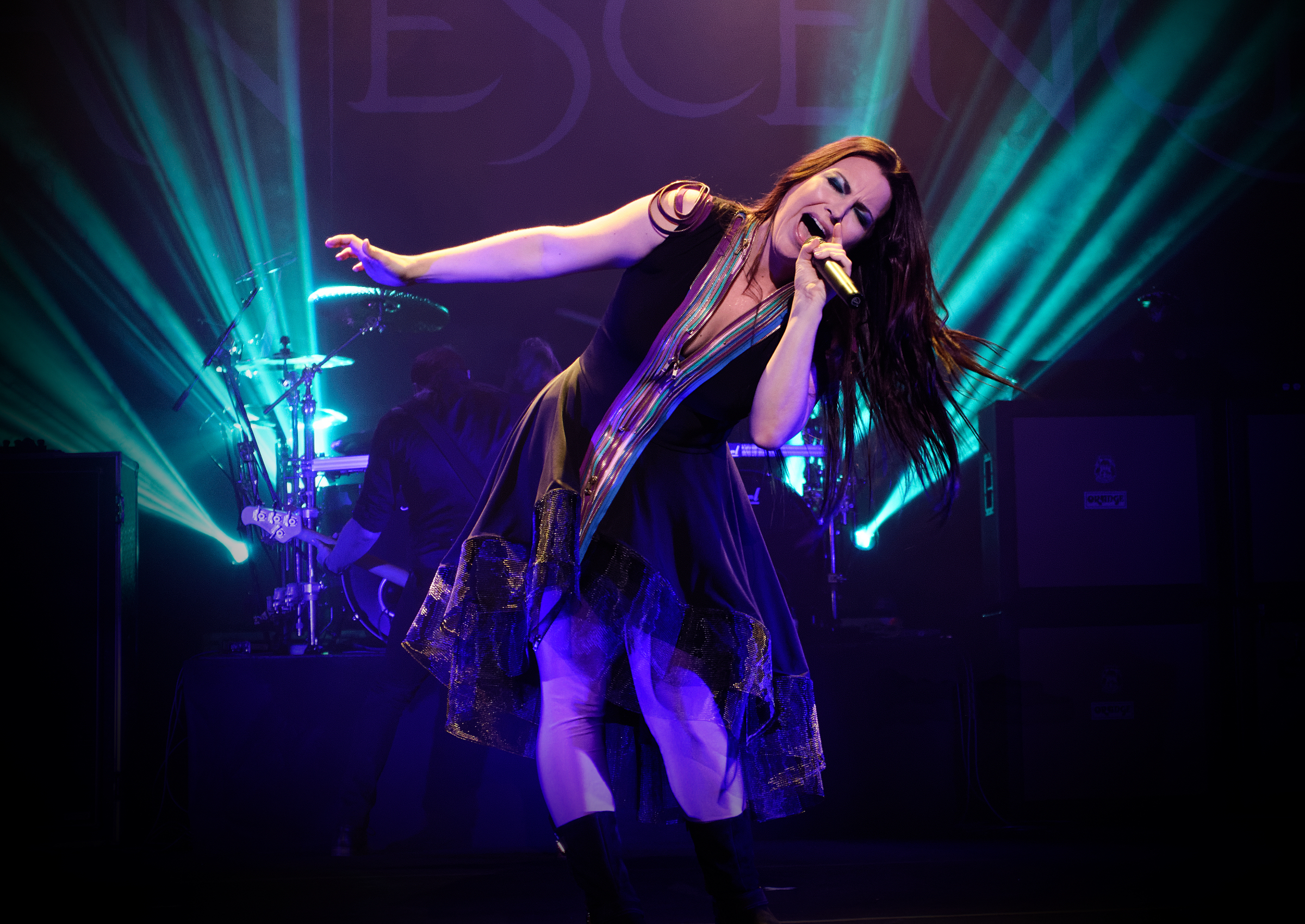
Gli Evanescence nel 2015 al Wiltern Theatre di Los Angeles

Dopo quattro anni di quasi totale inattività, un cambio di formazione e un breve ritorno alle scene nel novembre 2015 (furono organizzati quattro concerti, di cui tre negli Stati Uniti e uno in Giappone durante l'Ozzfest il 21 novembre 2015), gli Evanescence tornarono in tour nel 2016 negli USA. Il ritorno alle scene vide anche diverse partecipazioni ad alcuni festival internazionali.
Qualche mese dopo la conclusione del mini tour fu pubblicato un cofanetto di vinili intitolato The Ultimate Collection, contenente tutti gli album in studio fino ad allora registrati (incluso Origin) e un album contenente tutte le b-side della band, intitolato Lost Whispers. La pubblicazione di questo cofanetto fu travagliata. Nonostante fosse stata inizialmente annunciata per l'autunno del 2016, la pubblicazione venne più volte posticipata per essere infine definitivamente spostata al 17 febbraio 2017. La promozione, di dimensioni modeste, si mosse principalmente nei canali ufficiali della band. Fu Amy stessa ad ammettere che il cofanetto fosse indirizzato ai fan più accaniti ("HARDCORE FANS ONLY"). L'album Lost Whispers, presente nel cofanetto e pubblicato in seguito come elemento discografico autonomo, contiene tutte le b-side degli Evanescence (tra cui If You Don't Mind fino ad allora mai pubblicata), le quattro tracce bonus della versione deluxe di Evanescence e due inediti: l'introduzione Lost Whispers e una nuova versione di Even in Death.

Quello stesso anno gli Evanescence incominciarono a lavorare su un nuovo progetto annunciato non come un vero e proprio album in studio: "[Questo annuncio] non riguarda la pubblicazione di un nuovo album, che non è imminente, prima c'è qualcos'altro di un po' particolare e differente che vi condurrà in un nuovo sentiero che vorremmo provare a intraprendere". Il progetto in questione venne denominato in seguito Synthesis e fu annunciato da Amy attraverso un video caricato sulla pagina ufficiale di Facebook degli Evanescence, spiegando il concept alla base dello stesso: 

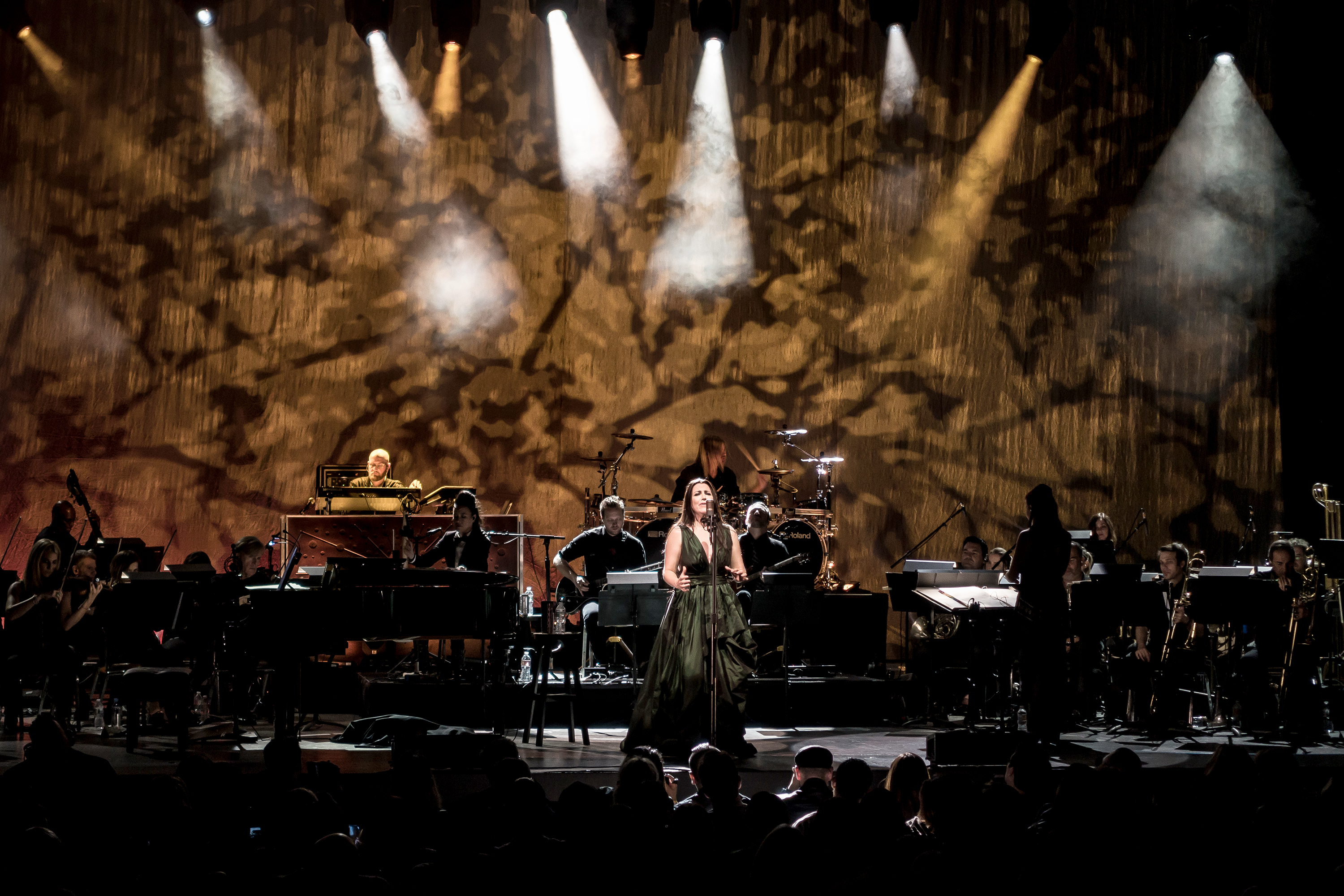
Gli Evanescence dal vivo al Greek Theatre di Los Angeles il 15 ottobre 2017, una delle tappe del tour Synthesis durante il quale la band venne accompagnata da un'orchestra.

Il progetto venne così a configurarsi come una raccolta di alcuni dei brani storici della band rivisitati in chiave orchestrale e arricchiti da elementi elettronici. Le registrazioni incominciarono nella prima metà del 2017, agli Dark Horse Recording dove venne registrata la parte al piano, per poi proseguire agli Ocean Way Recording Studios (dove venne registrata la parte all'orchestra diretta da David Campbell) e concludersi nell'agosto dello stesso anno, dopo un periodo di pausa in cui gli Evanescence incominciarono un breve tour in Europa, agli Spaceway Productions dove vennero registrate le parti dei singoli membri della band. Questo progetto spinse i membri della band a suonare in un nuovo modo i propri strumenti o impararne di nuovi. La chitarrista Jen imparò a suonare il theremin, il bassista Tim si cimentò con il sintetizzatore, il batterista Will utilizzò un setup tutto elettronico. Si evitò quindi di affiancare l'orchestra all'uso di pesanti chitarre e grosse batterie o a nulla che potesse suonasse come uno strumento acustico. La pubblicazione dell'album, avvenuta nel novembre del 2017, venne anticipata dai singoli promozionali delle reintepretazioni di Bring Me To Life e Lacrymosa, pubblicati rispettivamente il 18 agosto il 27 ottobre e dal singolo principale Imperfection. Pubblicato insieme al video il 15 settembre 2017, il singolo vuole essere "una supplica a non commettere un suicidio e a non cedere alla depressione". Fu ispirato dalle allora recenti e tragiche morti dei due cantanti Chris Cornell e Chester Bennington: "È molto triste e difficile vedere persone così vicino alla nostra cerchia soffrire in quel modo e morire. Questo è qualcosa che ha scosso il mondo, ma specialmente l'industria del rock".
Durante il tour, incominciato prima della pubblicazione dello stesso album, gli Evanescence furono affiancati da un'intera orchestra di supporto. Ebbe inizio nel settembre del 2017 in Europa, poi venne esteso agli Stati Uniti e all'Australia. L'esibizione del 3 Novembre 2017 (tenutasi al The Grand Theater del Foxwoods Resort Casino, Mashantucket, CT, USA) venne ripresa dal regista Paul R. Brown e pubblicata nel DVD Synthesis Live, pubblicato il 12 ottobre 2018. Durante il concerto vennero eseguite tutte le canzoni contenute nell'album Synthesis più altre tre canzoni: Speak to Me, Good Enough e Swimming Home. Come materiale bonus fu incluso anche il video ufficiale di Hi-Lo, secondo e ultimo singolo commerciale estratto da Synthesis. Questo vide la partecipazione della violinista, compositrice e ballerina statunitense Lindsey Stirling. E fu proprio con quest'ultima che nel marzo del 2018, gli Evanescence avrebbero intrapreso l'ultima parte del tour di Synthesis verso il Nord America. Nel luglio del 2018, mentre la band era focalizzata sul tour, Amy dichiarò in un'intervista con WRIF che avrebbero iniziato a lavorare al nuovo album della band.

### The Bitter Truth(2019-presente)
Il 4 febbraio 2019 la band rese pubbliche le date e le località di un tour di concerti negli Stati Uniti per la primavera/estate 2019. Nel maggio 2019, l'ex chitarrista Terry Balsamo si esibì nuovamente con la band in un'esecuzione dal vivo di Sweet Sacrifice. L'11 maggio 2019, fu riportata su Blabbermouth una dichiarazione di Lee secondo cui la band avrebbe pubblicato un nuovo album in studio nel 2020. In un AMA su Reddit del 21 novembre 2019, Lee affermò che il nuovo album sarebbe stato "oscuro e pesante. Ha anche momenti strani e spartani. Un po' di tutto. Sicuramente alcune vibrazioni di Open Door, ma non le stesse".
Il 17 settembre 2019, gli Evanescence e la band symphonic metal Within Temptation annunciarono un tour europeo congiunto di sette città intitolato Worlds Collide, originariamente previsto per aprile 2020. Tuttavia, a causa della pandemia di COVID-19, il tour venne rinviato al settembre 2020. Il tour venne poi rinviato una seconda volta al settembre 2021. Vi fu poi un terzo rinvio al marzo 2022 e, infine, nel febbraio 2022, venne annunciato che il tour coprirà i mesi di novembre e dicembre dello stesso anno.
Il 5 settembre 2019, Xbox pubblicò un trailer di lancio per il videogioco Gears 5 che includeva una cover cantata da Lee del brano The Chain dei Fleetwood Mac. Il 22 novembre 2019, la band pubblicò una versione completa della canzone, che presenta i cori degli altri membri del gruppo. Un video musicale per la canzone fu pubblicato il 9 gennaio 2020. Il brano non sarà incluso nell'album in uscita.
Alla fine del gennaio 2020, la band entrò in studio con Nick Raskulinecz, che aveva prodotto il loro album omonimo del 2011, per lavorare su tre canzoni "pesanti". Quattro brani vengono realizzati con la collaborazione di Raskulinecz. Il 17 aprile 2020, la band annunciò il titolo del nuovo album, The Bitter Truth, insieme all'artwork. Il primo singolo dell'album, Wasted on You, venne pubblicato il 24 aprile insieme a un video musicale. Il video musicale è stato diretto da P. R. Brown e comprendeva riprese dei membri della band, a casa a causa della pandemia. Il secondo singolo, The Game Is Over, venne pubblicato il 1º luglio. Use My Voice, il terzo singolo dell'album, venne pubblicato il 14 agosto. Il brano presenta contributi vocali di Lzzy Hale, Taylor Momsen e Sharon den Adel e fu utilizzato nella campagna HeadCount per incoraggiare gli americani a votare alle elezioni presidenziali degli Stati Uniti.
Il 4 dicembre 2020 fu annunciato che l'album sarebbe stato pubblicato il 26 marzo 2021 e che avrebbe contenuto 12 tracce, tra cui la traccia scartata da Evanescence, Take Cover. Il 5 marzo 2021, la band pubblicò il quarto singolo, Better Without You, un brano che parla della lotta di Lee nell'industria musicale.
Nel maggio 2021 venne annunciato per l'autunno dello stesso anno un tour americano degli Evanescence e degli Halestorm. Il tour durò dal 5 novembre al 18 dicembre. Altre date furono aggiunte nel settembre 2021. Nel dicembre 2021, gli ultimi cinque spettacoli furono posticipati a causa di casi di COVID-19 all'interno del gruppo, e il tour si concluse nel gennaio 2022. Gli Evanescence furono votati dai lettori di Revolver come una delle cinque migliori live band del 2021, e Revolver definì The Bitter Truth una vera e propria rinascita per la band.
Nel febbraio 2022, il video musicale di Bring Me to Life superò il miliardo di visualizzazioni su YouTube. Nel maggio 2022, la band annunciò l'uscita della chitarrista Jen Majura, e che il bassista di lunga data Tim McCord sarebbe passato alla chitarra, mentre Emma Anzai dei Sick Puppies si sarebbe unita a loro come nuova bassista. Il 15 luglio 2022, gli Evanescence furono protagonisti del Rock Fest.
Gli Evanescence e i Korn furono co-protagonisti di un tour estivo statunitense di 18 date dal 16 agosto al 16 settembre 2022. La band suonò anche al festival Rocklahoma all'inizio di settembre, e all'Aftershock Festival di Sacramento, in California, il mese successivo. Dopo quattro rinvii dal 2019, Il tour europeo Worlds Collide degli Evanescence insieme ai Within Temptation iniziò il 9 novembre 2022 e durò fino all'8 dicembre 2022. Gli Evanescence si unirono ai Muse nel loro tour nordamericano dal febbraio all'aprile 2023.
Secondo Loudwire nell'agosto del 2022, gli Evanescence hanno venduto un totale di 31,9 milioni di album, includendo la band tra artisti hard rock e metal con maggiori vendite di tutti i tempi.

## Genere musicale
(Amy Lee, The Daily Star, 19 giugno 2003.)
Il fare eclettico degli Evanescence ha reso difficile la classificazione del loro genere. Diversi critici definiscono gli Evanescence una rock o metal band, ma altri li identificano come una sorta di gothic band: diverse pubblicazioni come il The New York Times, Rough Guides, Rolling Stone e Blender hanno identificato gli Evanescence come rappresentanti del genere gothic metal, mentre altre fonti come NME, MusicMight, IGN e PopMatters li hanno definiti gothic rock. Sono stati comparati a band di generi musicali diversi; band nu metal come P.O.D. e Linkin Park, gothic metal come Lacuna Coil e symphonic metal come Nightwish e Within Temptation. David Browne di Blender propone un'elaborata descrizione del genere musicale della band definendolo "goth Christian nü-metal misto alla malinconica Enya". Adrien Begrand di Popmatters dice che gli Evanescence utilizzano dei "riff nu-metal". Adrian Jackson di My Dying Bride ha dichiarato di ritenere che gli Evanescence stessero facendo un genere simile al suo gruppo gothic metal, solo in chiave più commerciale.
Altri generi ed influenze che spesso vengono attribuiti al sound della band sono l'industrial, l'alternative metal, l'alternative rock, l'hard rock, l'elettronica e la chamber pop. Il sito ufficiale della band classifica il loro genere musicale semplicemente come "rock".

## Formazione
- Amy Lee – voce, tastiere, pianoforte, organo, arpa (1995 – presente)
- Tim McCord – chitarra ritmica (2022 – presente), basso (2006 – 2022)
- Troy McLawhorn – chitarra solista (2015 – presente), chitarra ritmica (2007 – 2015)
- Will Hunt – batteria (2007 – presente)
- Emma Anzai – basso (2022 – presente)

## Discografia

### Album in studio
- 2000 - Origin (demo)
- 2003 – Fallen
- 2006 – The Open Door
- 2011 – Evanescence
- 2021 – The Bitter Truth

### Album di remix
- 2017 – Synthesis

### Album dal vivo
- 2004 – Anywhere but Home
- 2018 – Synthesis Live

### Raccolte
- 2016 – Lost Whispers
- 2017 – The Ultimate Collection

## Tournée
- 2003/04 – Fallen Tour
- 2006/07 – The Open Door Tour
- 2007 – Family Values Tour
- 2007 – Winter Tour
- 2011/12 – Evanescence Tour
- 2016 – Fall Tour
- 2017 – Evanescence in Concert
- 2017/18 – Synthesis Tour
- 2019 – Evanescence Live
- 2021 – Worlds Collide Tour

## Cover
La band ha da sempre l'usanza di re-interpretare brani di altri artisti con delle cover, la maggior parte delle quali viene eseguita esclusivamente durante i concerti.
- (Don't Fear) The Reaper (Blue Öyster Cult)
- Fourth of July (Soundgarden)
- Heart-Shaped Box (Nirvana)[215]
- Self Esteem (The Offspring)
- Sex Type Thing (Stone Temple Pilots)
- My Tourniquet (Soul Embraced)
- Zero (Smashing Pumpkins)
- Thoughtless (Korn)
- People Are Strange (The Doors)
- One (Metallica)
- Orestes (A Perfect Circle)
- The Chain (Fleetwood Mac)
- Cruel Summer (Bananarama)

## Riconoscimenti

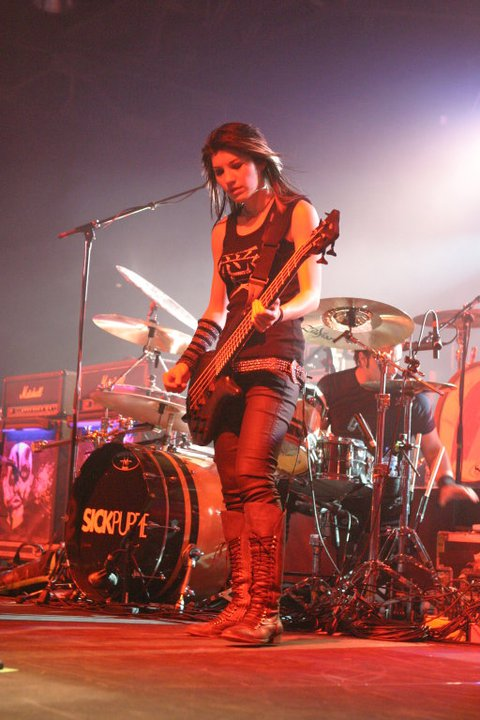
Emma Anzai, bassista degli Evanescence dal 2022.

| Anno | Premio                                | Categoria                                          | Nomina                    | Risultato       |
| ---- | ------------------------------------- | -------------------------------------------------- | ------------------------- | --------------- |
| 2003 | American Music Award                  | Favorite Pop/Rock Album                            | Fallen                    | Candidato/a     |
| 2003 | Billboard Music Awards                | Mainstream Top 40 Single of the Year               | Bring Me to Life          | Candidato/a     |
| 2003 | Billboard Music Awards                | New Group Artist of the Year                       | Evanescence               | Vincitore/trice |
| 2003 | Billboard Music Awards                | Soundtrack Single of the Year                      | Bring Me to Life          | Vincitore/trice |
| 2003 | Kerrang! Awards                       | Best International Newcomer                        | Evanescence               | Vincitore/trice |
| 2003 | Kerrang! Awards                       | Best Single                                        | Bring Me to Life          | Candidato/a     |
| 2003 | MTV Europe Music Awards               | Best Group                                         | Evanescence               | Candidato/a     |
| 2003 | MTV Europe Music Awards               | Best New Act                                       | Evanescence               | Candidato/a     |
| 2003 | MTV Europe Music Awards               | Best Song                                          | Bring Me to Life          | Candidato/a     |
| 2003 | MTV Video Music Awards                | Best New Artist in a Video                         | Bring Me to Life          | Candidato/a     |
| 2003 | MTV Video Music Awards                | Best Rock Video                                    | Bring Me to Life          | Candidato/a     |
| 2003 | MTV Video Music Awards Latin America  | Best New Artist — International                    | Evanescence               | Vincitore/trice |
| 2003 | MTV Video Music Awards Latin America  | Best Rock Artist — International                   | Evanescence               | Candidato/a     |
| 2003 | Teen Choice Awardss                   | Choice Music Rock Track                            | Bring Me to Life          | Vincitore/trice |
| 2004 | American Music Awards                 | Artist of the Year                                 | Evanescence               | Candidato/a     |
| 2004 | American Music Awards                 | Favorite Pop/Rock Band/Duo/Group                   | Evanescence               | Candidato/a     |
| 2004 | BRIT Awards                           | International Breakthrough Act                     | Evanescence               | Candidato/a     |
| 2004 | Echo                                  | International Artist/Group Of The Year             | Evanescence               | Vincitore/trice |
| 2004 | Echo                                  | International Group Of The Year                    | Evanescence               | Vincitore/trice |
| 2004 | Echo                                  | International Newcomer Of The Year                 | Evanescence               | Candidato/a     |
| 2004 | Grammy Awards                         | Album of the Year                                  | Fallen                    | Candidato/a     |
| 2004 | Grammy Awards                         | Best Hard Rock Performance                         | Bring Me to Life          | Vincitore/trice |
| 2004 | Grammy Awards                         | Best New Artist                                    | Evanescence               | Vincitore/trice |
| 2004 | Grammy Awards                         | Best Rock Album                                    | Fallen                    | Candidato/a     |
| 2004 | Grammy Awards                         | Best Rock Song                                     | Bring Me to Life          | Candidato/a     |
| 2004 | International Dance Music Awards      | Best Alternative Rock Dance                        | Bring Me to Life          | Candidato/a     |
| 2004 | Kerrang! Awards                       | Best Single                                        | Going Under               | Candidato/a     |
| 2004 | MTV Asia Awards                       | Favorite Breakthrough Artist                       | Evanescence               | Candidato/a     |
| 2004 | MTV Asia Awards                       | Favorite Rock Act                                  | Evanescence               | Candidato/a     |
| 2004 | MTV Video Music Awards                | Best Rock Video                                    | My Immortal               | Candidato/a     |
| 2004 | MTV Video Music Awards Latin America  | Best Rock Artist — International                   | Evanescence               | Candidato/a     |
| 2004 | NRJ Music Awards                      | Best International New Artist                      | Evanescence               | Vincitore/trice |
| 2004 | Teen Choice Awards                    | Choice Rock Group                                  | Evanescence               | Vincitore/trice |
| 2004 | World Music Awards                    | Best Rock Artist                                   | Evanescence               | Vincitore/trice |
| 2005 | Grammy Awards                         | Best Pop Performance by a Duo or Group with Vocals | My Immortal               | Candidato/a     |
| 2006 | MTV Europe Music Awards               | Best Rock                                          | Evanescence               | Candidato/a     |
| 2007 | Kerrang! Awards                       | Sexiest Female                                     | Amy Lee                   | Vincitore/trice |
| 2007 | MTV Australia Awards                  | Album of the Year                                  | The Open Door             | Vincitore/trice |
| 2007 | MTV Europe Music Awards               | Rock Out                                           | Evanescence               | Candidato/a     |
| 2007 | MTV Video Music Awards Latin America  | Best Rock Artist — International                   | Evanescence               | Vincitore/trice |
| 2007 | MuchMusic Video Awards                | Best International Video – Group                   | Call Me When You're Sober | Vincitore/trice |
| 2007 | MuchMusic Video Awards                | People's Choice: Favorite International Group      | Evanescence               | Candidato/a     |
| 2007 | NRJ Music Awards                      | Best International Album of the Year               | The Open Door             | Candidato/a     |
| 2007 | NRJ Music Awards                      | Best International Group/Duo of the Year           | Evanescence               | Vincitore/trice |
| 2007 | NRJ Music Awards                      | Music Video of the Year                            | Call Me When You're Sober | Candidato/a     |
| 2007 | Planeta Awards                        | Best Female Vocal Interpretation                   | Sweet Sacrifice           | Vincitore/trice |
| 2007 | Planeta Awards                        | Rock Artist of the Year                            | Evanescence               | Candidato/a     |
| 2008 | Grammy Awards                         | Best Hard Rock Performance                         | Sweet Sacrifice           | Candidato/a     |
| 2008 | National Music Publishers Association | Songwriter Icon Award                              | Amy Lee                   | Vincitore/trice |
| 2011 | Loudwire Music Awards                 | Artist of the Year                                 | Evanescence               | Candidato/a     |
| 2011 | Loudwire Music Awards                 | Comeback of the Year                               | Evanescence               | Vincitore/trice |
| 2011 | Loudwire Music Awards                 | Rock Album of the Year                             | Evanescence               | Candidato/a     |
| 2011 | Loudwire Music Awards                 | Rock Goddess of the Year                           | Amy Lee                   | Candidato/a     |
| 2011 | Loudwire Music Awards                 | Rock Song of the Year                              | What You Want             | Vincitore/trice |
| 2011 | Revolver Magazine                     | Hottest Chicks in Hard Rock                        | Amy Lee                   | Vincitore/trice |
| 2012 | Kerrang! Awards                       | Best International Band                            | Evanescence               | Candidato/a     |
| 2012 | Kerrang! Awards                       | Hottest Female                                     | Amy Lee                   | Candidato/a     |
| 2012 | Loudwire Music Awards                 | Rock Goddess of the Year                           | Amy Lee                   | Vincitore/trice |
| 2012 | MTV Europe Music Awards               | Best World Stage Performance                       | Evanescence               | Candidato/a     |
| 2012 | Revolver Golden Gods Awards           | Album of the Year                                  | Evanescence               | Candidato/a     |
| 2012 | Revolver Golden Gods Awards           | Best Vocalist                                      | Amy Lee                   | Vincitore/trice |
| 2012 | Revolver Golden Gods Awards           | Comeback of the Year                               | Evanescence               | Candidato/a     |
| 2012 | Revolver Golden Gods Awards           | Most Dedicated Fans                                | Evanescence               | Candidato/a     |
| 2013 | NME Awards                            | Hottest Woman                                      | Amy Lee                   | Vincitore/trice |
| 2020 | MTV Video Music Awards                | Best Rock                                          | Wasted on You             | Candidato/a     |

### Enciclopedie
- (EN) Essi Berelian, The Rough Guide to Heavy Metal, Rough Guides, 2005,  pp. 114-115, ISBN 1-84353-415-0.

### Monografie
- (EN) Moore Simon, Omnibus Press Presents The Story of "Evanescence", Omnibus Press, 2004, ISBN 0-8256-2994-2.
- Evanescence. La dolcezza e l'aggressività, Genova, Lo Vecchio, 2006, ISBN 88-7333-105-X.